# Шеварски трстењак
Шеварски трстењак (лат. Acrocephalus melanopogon) је грмуша Старог света из рода Acrocephalus. Гнезди се у јужној Европи и јужној умереној Азији, а мања популација се гнезди у северозападној Африци. Делимично је миграторна врста. Птице југозападне Европе су станарице, птице југоисточне Европе зимују у медитеранском подручју гнежђења, а азијска раса мигрира у Арабију, Индију и Пакистан.

## Таксономија
Шеварског трстењака је формално описао и илустровао 1823. године холандски зоолог Конрад Јакоб Теминк на основу примерка сакупљеног близу Рима у Италији. Сковао је биномско име Sylvia melanopogon. Шеварски трстењак је сада једна од 42 грмуше сврстане у род Acrocephalus, који су 1811. године увели немачки природњак Јохан Андреас Науман и његов син Јохан Фридрих Науман. Име рода комбинује старогрчку реч ακρος/ akros, што значи „врста“ или „гребен“, са речју -κεφαλος/ -kephalos, што значи „са главом“. Специфични епитет melanopogon комбинује старогрчке речи μελας/ melas, μελανος/ melanos, што значи „црн“, са речима πωγων/ pōgōn, πωγωνος/ pōgōnos, што значи „брада“. 
Препознају се три подврсте:
- Acrocephalus melanopogon melanopogon (Temminck, 1823) – јужна Европа до Украјине и западне Турске, северозападна Африка
- Acrocephalus melanopogon mimicus (Madarász, G, 1903) – источна Турска до јужна Русија, Казахстан, северозападна Кина, Иран и Ирак
- A. m. albiventris (Kazakov, 1974) – југоисточна Украјина и југозападна Русија

## Опис
Шеварски трстењак је 12-13 цм дугачак, нешто мањи од сличнг трстењака рогожара (Acrocephalus schoenobaenus). Одрасла јединка има фино пругаста смеђа леђа и бели доњи део тела. Чело је спљоштено, постоји истакнут беличасти суперцилијум, сиви покривачи ушију, а кљун је јак и шиљат. Полови су идентични, као и код већине грмуша, али младе птице су јаче пругасте и имају ознаке на грудима.
Песма је брза и слична песми грмуше и трстењака цркутића (Acrocephalus scirpaceus), са додатком мимикрије и типично акроцефалних звиждука. Његова песма је нежнија и мелодичнија од песама његових сродника и укључује делове које подсећају на славуја. За разлику од трстењака рогожара, не пева у лету.

## Распрострањеност и станиште
Шеварски трстењак се ретко јавља северно од свог ареала, али се јављао као веома ретка луталица све до Пољске и Данске. Било је неколико извештаја из Велике Британије, укључујући и пар који се гнездио у Кембриџширу 1946. године, али су ови записи недавно уклоњени са званичне листе британских птица, јер су неубедљиво разликовани од трстењака рогожара или степског трстењака (Acrocephalus agricola). Налази се у усправној воденој вегетацији као што су трска и шаш.

## Понашање

### Храњење
Као и већина грмуша, шеварски трстењак је инсектојед.

### Гнежђење
Шеварски трстењак је обично моногаман. Дубоко гнездо у облику шоље окачено изнад воде међу трском или рогозом или у жбуњу гради женка. Легло је од 3 до 6 јаја полаже се од средине априла. Инкубирају их оба пола 13 до 15 дана. Оба родитеља хране младунце. Гнездо напуштају након око 12 дана и постају независни од родитеља 18-22 дана након излетања. Сваке године се узгајају два легла.